# معركة جودة
معركة جودة هي معركة حدثت سنة 1287 هـ / 1870 م قرب قرية جودة أو بئر جودة في الأحساء بين قوات عبد الله بن فيصل إمام الدولة السعودية الثانية وقوات أخيه سعود بن فيصل. انتهت بانتصار سعود بن فيصل بن تركي ومن معه من العجمان ويام وآل مرة و بعض أهل الاحساء.

## مقدمات المعركة
بعد حدوث معركة المعتلا سنة 1283 هجري عزل الإمام عبد الله بن فيصل "الدولة السعودية الثانية" محمد السديري أمير الأحساء وعين ناصر بن جبر الخالدي خلفًا له.
قام الإمام عبد الله بإرسال أخيه الأصغر عبد الرحمن لمراقبة تحركات سعود بن فيصل ومؤيديه فانتقل سعود من البريمي إلى البحرين التي ساعده شيخها بقوات استمرت بمناوشة الحامية النجدية في قطر.
بعد استمالة زعيمهم راكان بن حثلين انضم بنو خالد والعجمان إلى سعود بن فيصل، الذي كان ينوي السيطرة على المنطقة الشرقية.
توجهت قوات سعود بن فيصل إلى الأحساء وخرج لمواجهتهم أمير الأحساء ناصر بن جبر الخالدي "المعين من الإمام عبد الله بن فيصل" فالتقى الطرفان في الوجاج ودارت المعركة بينهما وحالف النصر قوات سعود بن فيصل وحلفائه.
اضطر أمير الأحساء ناصر الخالدي إلى التراجع نحو الأحساء والاحتماء بها فحاصرها سعود بن فيصل أربعين يومًا. 

## المعركة
أرسل الإمام عبد الله بن فيصل المزيد من الدعم البشري من نجد من أهالي ضرما والمحمل وبلدان سدير بالإضافة إلى مقاتلين من أهل العارض وسبيع والسهول بقيادة محمد بن فيصل لمساعدة الأحساء المحاصرة، لكن قبل وصولهم إلى هدفهم تلاقت قوات النجدة باليوم 27 من رمضان سنة 1287 هـ الموافق 1 كانون الأول/ديسمبر 1870 م مع قوات سعود بن فيصل في موضع يدعى بئر جودة، حيث كانت قوات سعود تتألف من جموع كثيرة من العجمان وآل مرة وأهل المبرز وأحمد بن الغتم بن خليفة وابن حبيل ودرات حينها المعركة. 
كان لراكان بن حثلين دور كبير في معركة جودة التي جرت يوم 27 رمضان 1287هـ/20 ديسمبر 1870م بين جيش الإمام عبد الله وبين جيش أخيه سعود، إذ تمكن راكان من إقناع «عساف أبي اثنين» زعيم قبيلة سبيع الذي كان مع جيش عبد الله بالانسحاب بأن قدم له خلال المعركة فرسه قائلا:«خذ يا عم هذه الفرس فهي ألين لك»، ففهم عساف المراد من ذلك، فتراجع بقبيلته وانسحب من المعركة، مما أثر على مجرى المعركة فكان النصر الساحق لسعود. أُسِر محمد بن فيصل المبعوث من الإمام عبد الله وسجنه سعود في القطيف. قتل حوالي 500 شخص من الطرفين وتمكن سعود بن فيصل من حكم الأحساء بعد استسلامها له وأصبح سعود بن فيصل حاكم إقليم البحرين.

## الآثار
تعتبر معركة جودة بداية النهاية للدولة السعودية الثانية بعد أن حرمت الدولة من طرق التموين التي تأتي من المنطقة الشرقية، كما فقدت ثغورها الشرقية التي تصلها بالعالم الخارجي عن طريق البحر.
من ناحية سعود بن فيصل الذي انتصر في المعركة، فقد بقي في بئر جودة وحصل على مبايعة زعماء أهل الأحساء ثم ارتحل عن البئر نحو الأحساء وأخذ من أهلها أموالا كثيرة ووزعها على العجمان الذين ساعدوه في المعركة. 

## القتلى
كان من ضمن القتلى كل من:
- فيصل بن حمد آل مبارك . [4]